# Eulalia maritima
Eulalia maritima là một loài thực vật có hoa trong họ Hòa thảo. Loài này được (Merr.) A.Camus mô tả khoa học đầu tiên năm 1922.